# Johan Wilhelm Dalman
Johan Wilhelm Dalman (Hinseberg, Västmanland, 4 november 1787 - Stockholm, 11 juli 1828) was een Zweedse arts en natuurwetenschapper. 
Hij studeerde eerst in Christianfeld in Sleeswijk-Holstein en vervolgens vanaf 1803 aan de Universiteit van Lund, waar hij twee jaar later zijn bul in de rechten haalde. In Lund woonde hij lezingen van onder meer Anders Jahan Retzius bij, waardoor zijn interesse in de natuurlijke historie werd aangewakkerd. Daarop ving hij aan de Universiteit van Uppsala een geneeskundestudie aan. Hij was vooral geïnteresseerd in de entomologie en botanie maar hij werd ook betrokken bij de systematiek en taxonomie van trilobieten. Hij behaalde zijn diploma in 1816 en zijn doctoraat in 1817 aan de Universiteit van Uppsala. Dalman werd bibliothecaris van de Koninklijke Zweedse Academie van Wetenschappen.

## Werken
- 1818, Några nya Genera och Species af Insecter beskrifna. Kungliga Svenska Vetenskapsakademiens Handlingar 39:69-89
- Försök till Uppställning af Insect-familjen Pteromalini, i synnerhet med afseen de på de i Sverige funne Arter. Kungliga Svenska Vetenskapsakademiens Handlingar 41(1):123-174, 177-182, tab VII-VIII
- 1820, Försök till Uppställning af Insect-familjen Pteromalini, i synnerhet med afseen de på de i Sverige funne Arter. (Fortsättning) Kungliga Svenska Vetenskapsakademiens Handlingar 41(2):340-385
- 1822, Fortsättning af Svenska Pteromalinernes beskrifning. Kungliga Svenska Vetenskapsakademiens Handlingar 43:394-403
- 1823, Analeceta Entomologica :viii+108pp, 4 pls Stockholm
- 1825, Om några Svenska arter af Coccus, samt de inuti dem förekommande parasit Insekter. Kungliga Svenska Vetenskapsakademiens Handlingar 46:350-374

- Stuttgart Database of Scientific Illustrators 1450–1950: 5914
- Gemeinsame Normdatei: 129132012
- International Standard Name Identifier: 0000 0000 7367 9481
- Library of Congress Control Number: n2019003232
- Nederlandse Thesaurus van Auteursnamen: 135610877
- LIBRIS: 300077
- SNAC: w6qp8v4d
- Virtual International Authority File: 10916580
- WorldCat: E39PBJhhmtTrjyK7VRjhFX4pfq